# Oscar Szuhanek
Oscar Szuhanek sau Oszkár Szuhanek (n. 1887, Tomești — d. 5 mai 1972, Timișoara) a fost un pictor bănățean.

## Biografie
Familia de sticlari Szuhanek, cu rădăcini în spațiul ceho-slovac, s-a stabilit în secolul al XIX-lea la Timișoara , unde a deschis un vestit magazin de sticlă pe strada Fröbel (azi strada Iuliu Maniu). Pictorul s-a născut la Tomești în vremea când tatăl său a condus acolo o fabrică de sticlă. 
De la vârsta de 5 ani Oscar Szuhanek a copilărit în Timișoara, unde și-a făcut de altfel și studiile elementare și gimnaziale. Încă de copil talentul său a fost apreciat și îndrumat de Iosif Ferenczy, cel mai renumit artist plastic timișorean din vremea aceea. Ulterior Oscar Szuhanek s-a înscris la Academia de Arte Frumoase din Budapesta, cu ajutorul unei burse de la primarul Timișoarei, Carol Telbisz. A studiat acolo cu Ede Balló și László Hegedűs și cu alți artiști plastici din capitala Ungariei. 
A debutat ca artist și expozant în 1907, participând cu o lucrare în Salonul Național organizat și deschis în capitala Ungariei.
În 1908 a plecat la Paris unde a frecventat cursurile Academiei Julien și unde a avut prilejul să lege relații de prietenie strânse cu Modigliani și să facă cunoștință cu Picasso, Léger, Meštrović, Archipenko și cu Rodin, de asemenea cu scriitori ca Anatole France, Max Jacob și Rabindranath Tagore. În 1912, după voiaje prin Franța, Italia, insulele Mediteranei, Libia, Tunisia și Dalmația, apoi s-a stabilit la Roma unde a frecventat cursurile serale ale Academiei Medici și a devenit membru în asociația locală a pictorilor germani. A fost silit însă să se întoarcă la Timișoara în anul 1914, odată cu izbucnirea primului război
mondial. Revenirea la Timișoara a generat o perioadă prodigioasă de creație. În 1922 a organizat și a deschis la Timișoara prima sa expoziție personală, care s-a bucurat de un veritabil succes.
În perioada interbelică a organizat mai multe expoziții personale la Timișoara și Arad și a participat cu regularitate la expozițiile de grup și colective, la saloanele oficiale deschise la Timișoara, București și Cluj.
Începând din 1951, Oscar Szuhanek s-a numărat printre fondatorii Filialei din Timișoara a Uniunii Artiștilor Plastici din România, desfășurând o activitate intensă în cadrul breslei creatorilor de artă din sud-vestul României până la stingerea din viață, în 5 mai 1972.

## Opera
Artistul plastic Oscar Szuhanek s-a dovedit a fi un împătimit și veritabil pictor al Timișoarei.
A realizat nenumărate peisaje urbane, tablouri inspirate de străzile, piețele, parcurile, clădirile emblematice ale orașului de pe Bega. O serie de portrete finalizate de cunoscutul și apreciatul pictor au imortalizat trăsăturile unor personalități ilustre ale urbei: Constantin Lahovary, poetul Endre Karoly, avocatul și politicianul Kaspar Muth, anticarul Eugen Keppich. În multe colecții publice și particulare din Timișoara se regăsesc tablouri semnate Oscar Szuhanek.
Oscar Szuhanek a fost poliglot. În afară limbii lui materne, maghiara, stăpânea germana, româna, franceza, italiana, de asemenea învățase engleza și spaniola (pe aceasta din urmă pentru a-l citi pe Cervantes în original).
Din căsătoria (din 1927) cu Irene Fischl a avut doi copii: Gheorghe, antrenor de înot, și Yvonne. Unul din nepoții pictorului, Ranko Szuhanek, (n. 24 iulie 1974), s-a distins în lumea șahului ca unul din cei mai promițători maeștri internaționali ai României.